# IOS Press
IOS Press è una casa editrice con sede ad Amsterdam, specializzata nella pubblicazione di riviste e libri relativi alla ricerca scientifica, tecnica e medica (STM). È stata fondata nel 1987 da Einar Fredriksson con una forte attenzione all'informatica e all'intelligenza artificiale.
Da allora, IOS Press si è diversificata includendo le scienze di base e la medicina. IOS Press pubblica circa 90 riviste internazionali e circa 70 libri all'anno, che trattano di informatica, matematica, scienze naturali e medicina.

## Storia
Nel 1990 è stata creata una filiale con sede negli Stati Uniti (IOS Press, Inc.), con sede nell'area di Washington Negli anni '90, IOS Press ha collaborato con Ohmsha Ltd. (Giappone) e ha ricostituito la Akademische Verlagsgesellschaft AKA GmbH, alias AKA-Verlag (Germania).   Sono state create altre relazioni di co-pubblicazione e joint venture per estendere la copertura accademica editoriale di IOS Press tra Germania, Giappone e Cina.
Nel 2005 IOS Press ha ampliato la propria attività acquisendo l'elenco delle pubblicazioni della Delft University Press (Paesi Bassi) e da allora ha esplorato iniziative per l'accesso aperto a libri e riviste attraverso la TU Delft.
IOS Press pubblica una serie di riviste ad accesso aperto sottoposte a revisione paritaria, tra cui: In Silico Biology, Information Knowledge Systems Management, Journal on Satisfiability, Boolean Modeling and Computation e Journal of Pediatric Rehabilitation Medicine.
Essa è membro dell'International Association of Scientific, Technical, and Medical Publishers (STM). IOS Press è firmataria dell'SDG Publishers Compact, e ha adottato misure per sostenere il raggiungimento degli Obiettivi di sviluppo sostenibile (SDG) nel settore editoriale.
Nel 2023 la società è stata acquisita dal gruppo SAGe Publishing.

## Riviste
La IOS Press pubblica 90 riviste, che includono i seguenti titoli:
- Biorheology
- Fundamenta Informaticae
- ICGA Journal
- Information Services & Use
- Journal of Alzheimer's Disease[22]
- Journal of Huntington's Disease
- Journal of Parkinson's Disease[23]
- NeuroRehabilitation
- Journal of Neutron Research
- Semantic Web[23]